# Besòs Mar
Besòs Mar – stacja metra w Barcelonie, na linii 4. Stacja została otwarta w 1982.